# Serpierit
Serpierit ist ein relativ selten vorkommendes Mineral aus der Mineralklasse der „Sulfate (Selenate, Tellurate, Chromate, Molybdate und Wolframate)“ mit der chemischen Zusammensetzung (Cu,Zn)4Ca[(OH)6|(SO4)2]·3H2O und damit chemisch gesehen ein wasserhaltiges Kupfer-Zink-Calcium-Sulfat mit zusätzlichen Hydroxidionen. Die in den runden Klammern angegebenen Elemente Kupfer und Zink können sich dabei in der Formel jeweils gegenseitig vertreten (Substitution, Diadochie), stehen jedoch immer im selben Mengenverhältnis zu den anderen Bestandteilen des Minerals.
Serpierit kristallisiert im monoklinen Kristallsystem und entwickelt typischerweise dünntafelige Kristalle, die meist zu büscheligen Aggregaten zusammentreten. Bekannt sind aber auch traubige bis faserige Massen. Die durchsichtigen Kristalle sind im Allgemeinen von himmelblauer Farbe, wobei diese im Durchlicht auch grünlichblau erscheinen kann. Unverletzte Kristallflächen zeigen einen glasähnlichen Glanz, Spaltflächen schimmern dagegen eher perlmuttähnlich.
Serpierit kommt in der Regel als Sekundärmineral in der Oxidationszone von hydrothermal gebildeten Cu–Zn-Lagerstätten vor.

## Etymologie und Geschichte

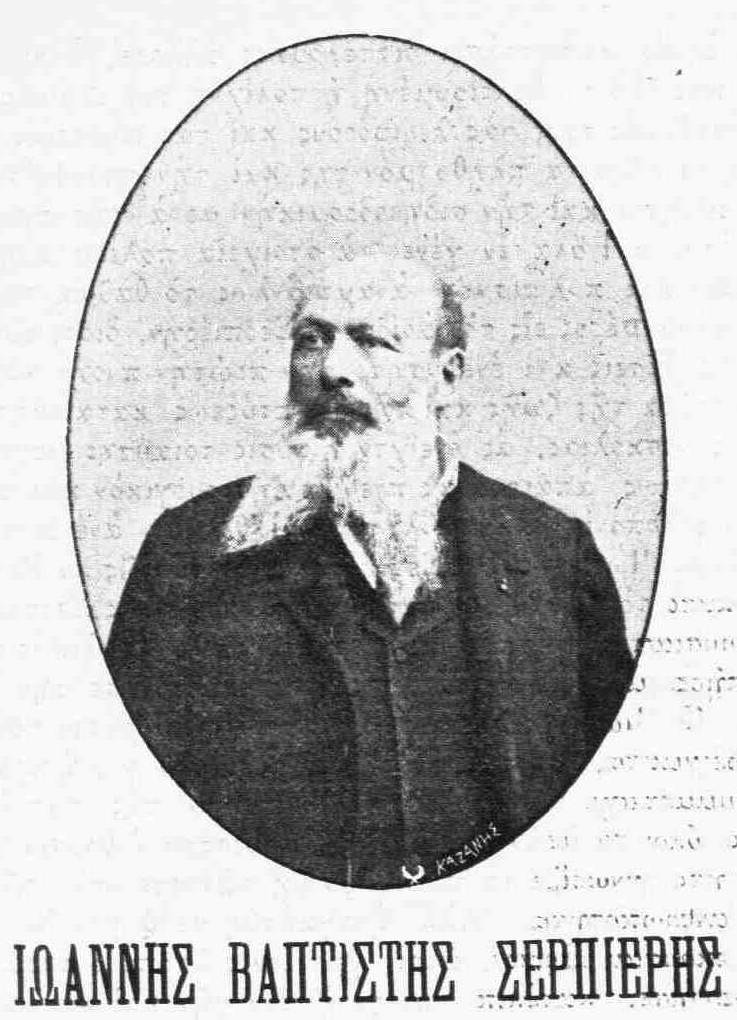
Namensgeber Giovanni Battista Serpieri

Das Mineral wurde erstmals in der Serpieri-Grube (auch Serpieri-Mine) bei Agios Konstantinos im Bergbaubezirk Lavrio (ehemals Laurion) in der griechischen Region Ostattika entdeckt. Die Grube wiederum wurde nach dem italienischen Bergbauingenieur Giovanni Battista Serpieri (1832–1897) benannt. Die Erstbeschreibung erfolgte 1881 durch Émile Bertrand, der das Mineral nach Serpieri benannte, um dessen bedeutende Beiträge in Bezug auf die Wiedereröffnung der antiken Gruben in Laurion zu ehren.
Da der Serpierit bereits lange vor der Gründung der International Mineralogical Association (IMA) bekannt und als eigenständige Mineralart anerkannt war, wurde dies von ihrer Commission on New Minerals, Nomenclature and Classification (CNMNC) übernommen und bezeichnet den Serpierit als sogenanntes „grandfathered“ (G) Mineral. Die seit 2021 ebenfalls von der IMA/CNMNC anerkannte Kurzbezeichnung (auch Mineral-Symbol) von Serpierit lautet „Spe“.
Das Typmaterial des Minerals wird im Muséum national d’histoire naturelle (MHN- oder auch Museum-Paris) in Paris unter den Katalog-Nummern 73.38 und 78.226 aufbewahrt.

## Klassifikation
Bereits in der letztmalig 1977 überarbeiteten 8. Auflage der Mineralsystematik nach Strunz gehörte der Serpierit zur Mineralklasse der „Sulfate, Chromate, Molybdate und Wolframate“ (einschließlich einiger Selenate und Tellurate) und dort zur Abteilung „Wasserhaltige Sulfate mit fremden Anionen“, wo er zusammen mit Devillin, Kainit, Natrochalcit, Tatarskit und Uklonskovit die „Kainit-Natrochalcit-Gruppe“ mit der Systemnummer VI/D.05 bildete.
In der zuletzt 2018 überarbeiteten Lapis-Systematik nach Stefan Weiß, die formal auf der alten Systematik von Karl Hugo Strunz in der 8. Auflage basiert, erhielt das Mineral die System- und Mineralnummer VI/D.19-020. Dies entspricht ebenfalls der Abteilung „Wasserhaltige Sulfate, mit fremden Anionen“, wo Serpierit zusammen mit Aldridgeit, Arzrunit, Campigliait, Devillin, Edwardsit, Kobyashevit, Lautenthalit, Niedermayrit, Orthoserpierit und Tatarskit eine unbenannte Gruppe mit der Systemnummer VI/D.19 bildet.
Auch die von der International Mineralogical Association (IMA) zuletzt 2009 aktualisierte 9. Auflage der Strunz’schen Mineralsystematik ordnet den Serpierit in die Abteilung der „Sulfate (Selenate usw.) mit zusätzlichen Anionen, mit H2O“ ein. Diese ist allerdings weiter unterteilt nach der relativen Größe der beteiligten Kationen und der Kristallstruktur, so dass das Mineral entsprechend seiner Zusammensetzung in der Unterabteilung „Mit ausschließlich mittelgroßen Kationen; Lagen von kantenverknüpften Oktaedern“ zu finden ist, wo es zusammen mit Campigliait, Devillin, Niedermayrit und Orthoserpierit die „Devillingruppe“ mit der Systemnummer 7.DD.30 bildet.
In der vorwiegend im englischen Sprachraum gebräuchlichen Systematik der Minerale nach Dana hat Serpierit die System- und Mineralnummer 31.06.02.01. Dies entspricht ebenfalls der Klasse der „Sulfate, Chromate und Molybdate“ (einschließlich Selenate, Tellurate, Selenite, Tellurite und Sulfite) und dort der Abteilung „Wasserhaltige Sulfate mit Hydroxyl oder Halogen“, wo das Mineral als einziges Mitglied in einer unbenannten Gruppe mit der Systemnummer 31.06.02 innerhalb der Unterabteilung „Wasserhaltige Sulfate mit Hydroxyl oder Halogen mit (A+B2+)5(XO4)2Zq × x(H2O)“ zu finden ist.

## Kristallstruktur
Serpierit kristallisiert in der monoklinen Raumgruppe C2/c (Raumgruppen-Nr. 15) mit den Gitterparametern a = 22,186 Å; b = 6,250 Å; c = 21,853 Å und β = 113,36° sowie 8 Formeleinheiten pro Elementarzelle.

## Eigenschaften
Aufgrund seiner geringen Mohshärte, die je nach Quelle mit 2 oder 3,5 bis 4 angegeben wird, sowie seiner vollkommenen Spaltbarkeit nach den Flächen {100}, die senkrecht zur A-Achse liegen, ist Serpierit empfindlich gegenüber mechanischer Belastung. Zudem ist das Mineral schwach bis mäßig wasserlöslich und sollte daher vor Feuchtigkeit geschützt aufbewahrt werden.

## Modifikationen und Varietäten
Die Verbindung CaCu4(SO4)2(OH)6·3H2O (Reinform, Endgliedzusammensetzung) ist dimorph und kommt in der Natur neben dem monoklin kristallisierenden Serpierit noch als orthorhombisch kristallisierender Orthoserpierit vor.

## Bildung und Fundorte

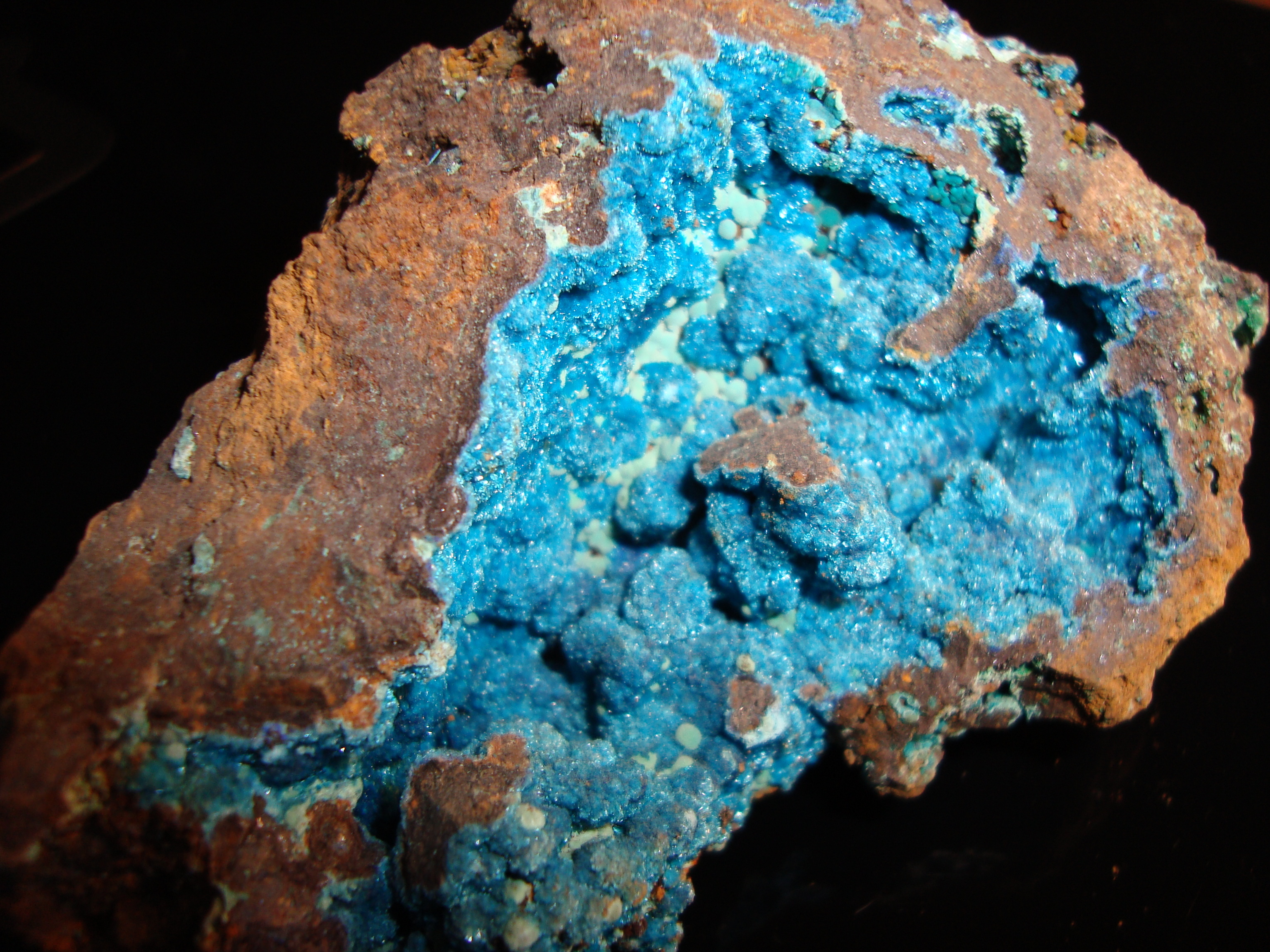
Serpierit-Kristallrasen als Drusenfüllung aus der Typlokalität Serpieri Mine, Griechenland

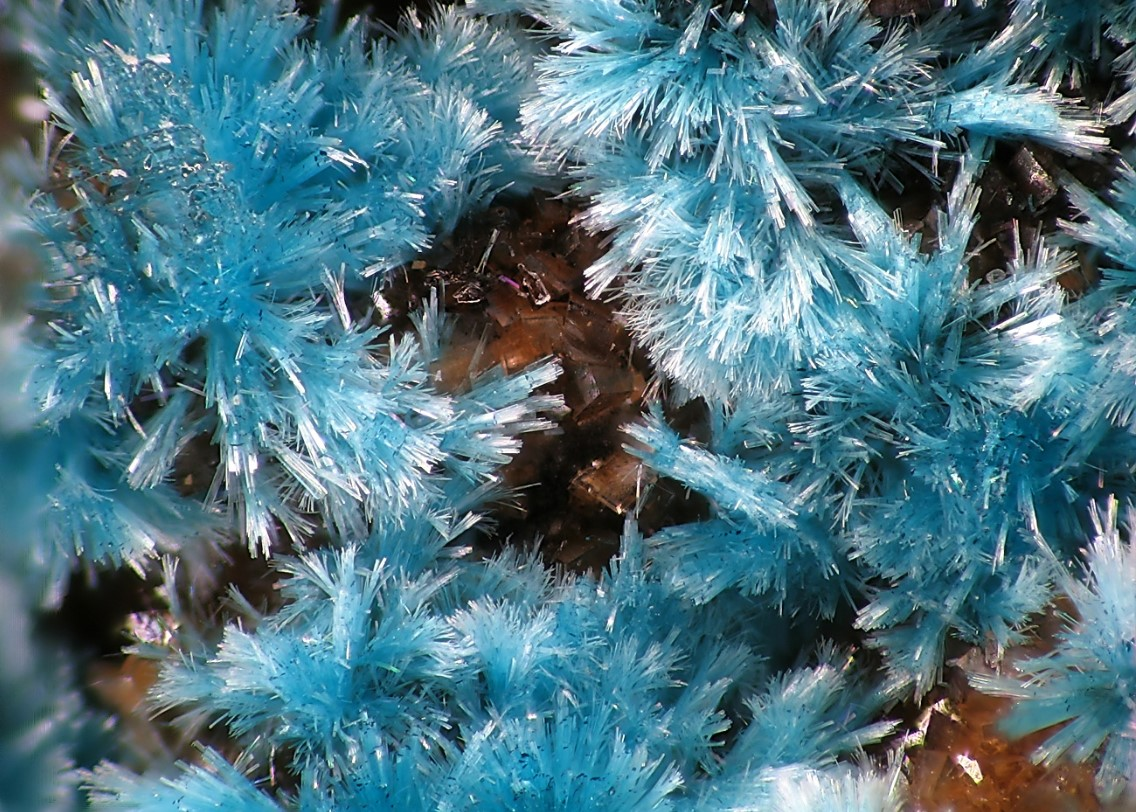
Serpierit-Büschel auf Matrix aus der Mina Casualidad, Baños de Alhamilla, Andalusien, Spanien

### Entstehungsbedingungen
Serpierit bildet sich sekundär in der Oxidationszone von hydrothermal gebildeten kupfer- und zinkhaltigen Lagerstätten. Oft findet er sich auch als Neubildung in den Gängen ehemaliger Bergwerke oder deren Halden. Die Entstehung erfolgt durch die Verwitterung und Oxidation primärer Sulfidminerale unter Einwirkung von sauerstoff- und kohlendioxidhaltigem Wasser. Dabei werden die Metalle aus den primären Erzen gelöst und in Form neuer Mineralphasen wieder ausgefällt. Die Kristallisation findet typischerweise in Hohlräumen, Klüften oder porösen Gesteinspartien statt, wo ausreichend Raum für das Wachstum der charakteristischen nadelförmigen oder faserigen Kristalle vorhanden ist.
Als Begleitminerale können unter anderem weitere sekundäre Sulfatminerale wie Brochantit, Devillin, Gips, Ktenasit, Langit, Linarit, Namuwit, Posnjakit, Schulenbergit und Wroewolfeit, aber auch Carbonate wie Hydrozinkit, Malachit und Smithsonit auftreten.

### Vorkommen
Als eher selten vorkommende Mineralbildung kann Serpierit an verschiedenen Orten zum Teil zwar reichlich vorhanden sein, insgesamt ist er jedoch wenig verbreitet. Weltweit sind bisher rund 360 Vorkommen dokumentiert (Stand 2024).
Außer an seiner Typlokalität, der Serpieri-Mine, konnte das Mineral noch in vielen weiteren antiken Blei-Silber-Minen sowie auf den zugehörigen Bergehalden bei Agios Konstantinos (Kamariza) im Bergbaubezirk Laurion (heute: Lavrio) entdeckt werden. Die Region Ostattika ist allerdings das bisher einzige bekannte Vorkommen von Serpierit in Griechenland.
In Deutschland kennt man das Mineral bisher vor allem aus Fundstellen in Nordrhein-Westfalen wie unter anderem der Schlackenfundstelle Zitzenbachtal bei Ferndorf (Kreuztal), mehrere Blei- und Zink-Gruben bei Ramsbeck sowie Schlackenhalden von Blei- und Zinkhütten bei Stolberg. Auch in Rheinland-Pfalz (Rhein-Lahn-Kreis), Niedersachsen (St Andreasberg, Clausthal-Zellerfeld, Goslar), Sachsen (Erzgebirgskreis) und Sachsen-Anhalt (Mansfeld-Südharz) sind zahlreiche Vorkommen bekannt.
In Österreich konnte Serpierit bisher unter anderem in mehreren alten Stollen und Schlackenhalden in den Kärntener Bezirken St. Veit an der Glan und Spittal an der Drau sowie den Gemeinden Leogang und Rauris im Salzburger Land, am Notberg und bei Walchen (Öblarn) in der Steiermark und am Silberberg nahe Brixlegg in Tirol gefunden werden.
In der Schweiz trat das Mineral bisher nur in der Mürtschenalp im Kanton Glarus, in der La Monda Mine bei Aranno im Kanton Tessin und der Mine des Moulins bei Saint-Luc VS im Kanton Wallis auf.
Weitere Vorkommen liegen unter anderem in Argentinien, Australien, Belgien, Chile, Frankreich, Irland, Italien, Japan, Kanada, Marokko, Mexiko, Namibia, Neuseeland, Norwegen, Portugal, Rumänien, Russland, Schweden, der Slowakei, Spanien, Südafrika, Tschechien, der Ukraine, Ungarn, im Vereinigten Königreich (England, Schottland, Wales), den Vereinigten Staaten von Amerika (Arizona, Colorado, Kalifornien, Nevada, New Hampshire, New Mexico, Utah, Virginia) und Vietnam.